# Róg obfitości

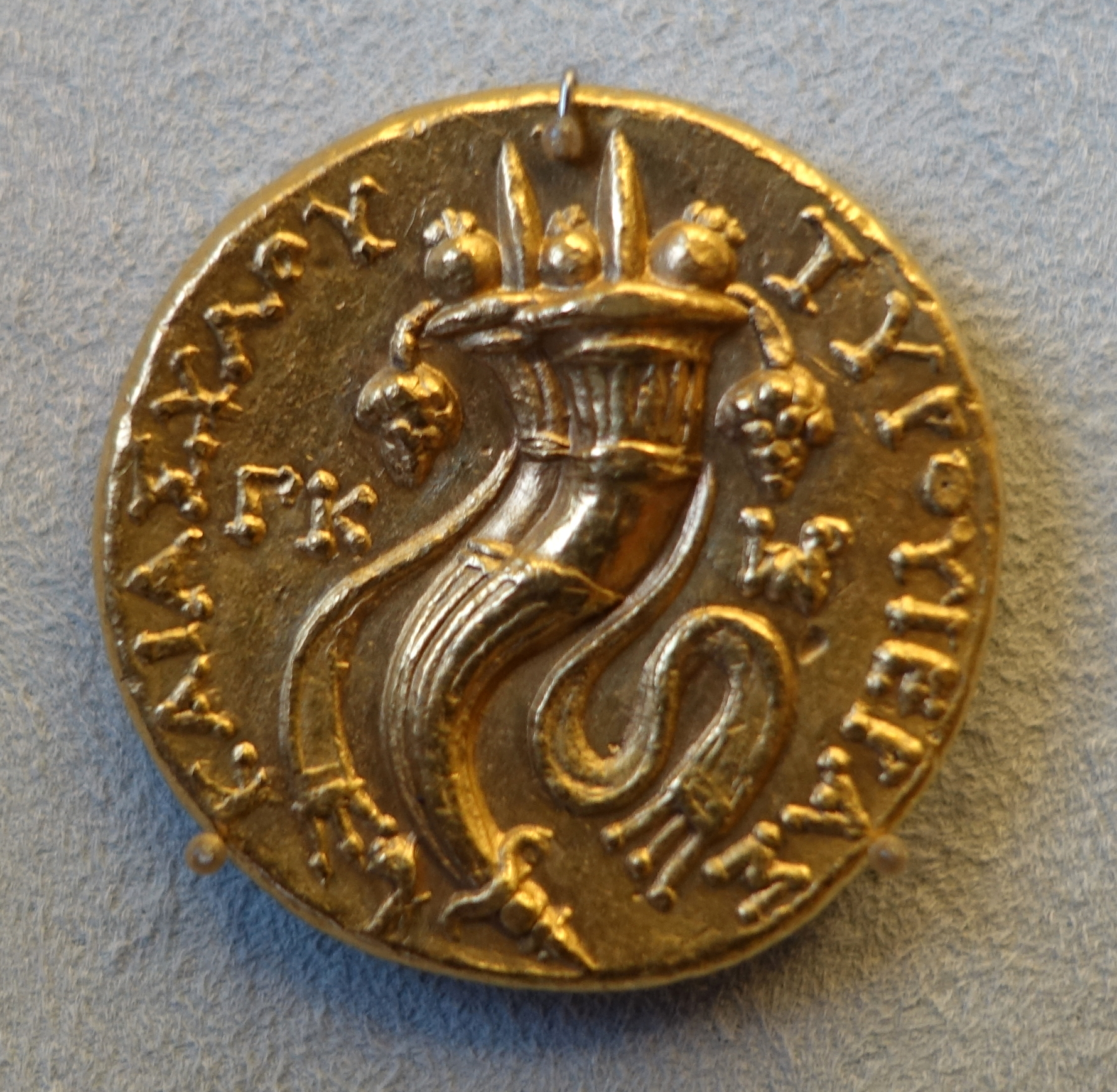
Podwojony róg obfitości na monecie Tyru symbolizujący bogactwo miasta

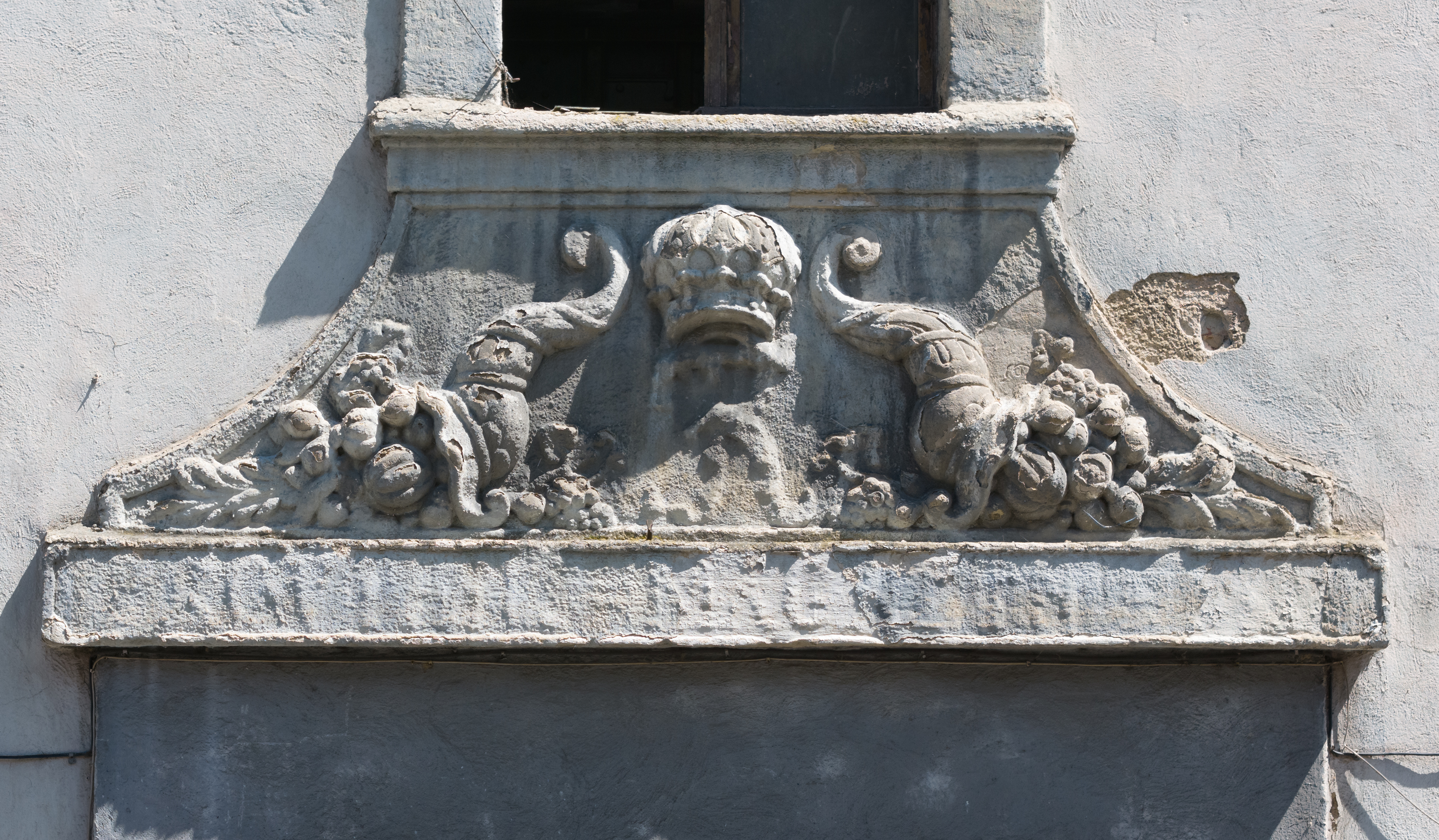
Antytetyczny róg obfitości w nowożytnej dekoracji supraporty XVIII-wiecznego portalu (Kłodzko)

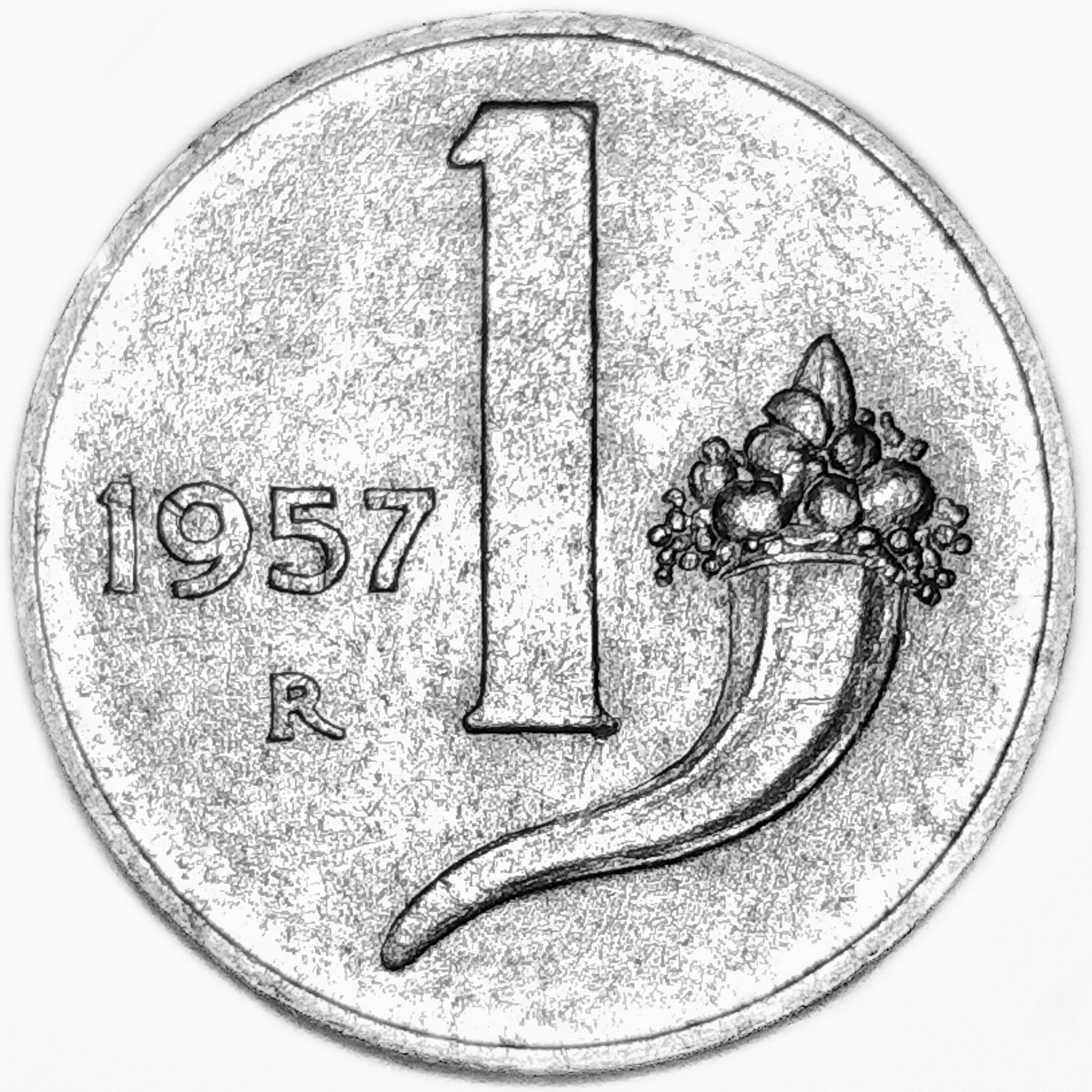
Symbol powojennego dobrobytu na monecie poprzedniej waluty włoskiej

Róg obfitości, róg Amaltei (stgr. κέρας Ἀμαλθείας kéras Amaltheías, łac. cornu copiae), cornucopia – związek frazeologiczny i symbol pochodzący z mitologii greckiej. 
Wyrażenie to związane jest z mitem starożytnej teogonii Greków. W czasach gdy Kronos jako ponury tyran rządził światem, jego ocalony najmłodszy syn Zeus w ukryciu wychowywał się na Krecie pod opieką kozy Amaltei, karmiony jej mlekiem. Kiedy zwierzęciu ułamał się róg, Zeus w cudowny sposób sprawił, że na życzenie posiadacza napełniał się on owocami i wszelkim pokarmem. Symbol niekiedy też kojarzony z rogiem rzecznego bóstwa Acheloosa, ułamanym podczas walki z Heraklesem.
U starożytnych Greków uchodził za atrybut bóstwa bogactwa Plutosa i boga Dionizosa jako patrona płodności ziemi. Zmitologizowany w kulturze śródziemnomorskiej, mógł być reliktem staroegipskiego i kreteńskiego kultu byka, symbolizowanego w plastyce przez rogi, często umieszczane na głowie postaci ludzkiej, a następnie przeniesione na rogi innych stworzeń. Przypisywano im znaczenie stałości i błogosławieństwa, a także ochrony przed nieszczęściem. 
Motyw ten stanowił częsty element dekoracyjny w sztuce od czasów starożytnych. Jego wyobrażenie miało postać rogu przepełnionego owocami i kwiatami, czasem też klejnotami (jako symbolem bogactwa). W cywilizacji rzymskiej wykorzystywany był m.in. jako stały atrybut wielu bóstw: przede wszystkim Fortuny, Abundantii i Fecunditas, poza tym Aequitas, Concordii, Felicitas, Hilaritas, Liberalitas, Monety, Pax i Uberitas. Wyobrażano z nim również lary strzegące dobra każdego domu z zapewnieniem mu pokoju i pomyślności.   
W dekoracjach występował zarówno pojedynczo, jak i podwójnie, w układzie antytetycznym (przeciwstawnie), jako ozdoba płaskorzeźbionych płycin, panneaux, supraport, a także tkanin. Jako ornament był typowy zwłaszcza dla renesansu, baroku i klasycyzmu. Nierzadko stosowany jako atrybut personifikacji jesieni.
W symbolice szczęścia, powodzenia i pomyślności występuje w heraldyce i na sztandarach, figuruje też na banknotach i monetach wielu państw świata.
Współcześnie nadal stanowi powszechny symbol niewyczerpanego bogactwa, dostatku i dobrobytu. 
W niektórych częściach Polski mianem rogu obfitości określa się tzw. tytę.